# 밤비 2
《밤비 2》(영어: Bambi II)는 월트 디즈니 회사에서 1942년 《밤비》의 후속편으로 2006년 2월 7일 출시한 미국의 비디오 영화이다.

## 줄거리
어머니가 사냥꾼에게 총에 맞아 죽은 후, 밤비는 아비 사슴 위대한 왕자를 만나고, 위대한 왕자는 밤비를 굴로 데려간다. 위대한 왕자는 친구 부엉이에게 밤비를 키울 암사슴을 찾아달라고 부탁하지만, 친구 부엉이는 혹독한 겨울 때문에 암사슴들이 겨우 자신들을 먹여살릴 수 있을 뿐이라고 말한다. 위대한 왕자는 봄이 올 때까지 밤비를 돌봐야 한다.
얼마 후, 위대한 왕자는 밤비가 친구인 덤퍼와 플라워와 함께 있도록 허락한다. 그라운드호그 세리머니에서 밤비는 이전에 만났던 어린 암사슴 팰린을 만난다. 우드척이 굴에서 유인되어 나오지만, 론노라는 나이 많은 아기 사슴에게 겁을 먹고 다시 굴로 들어간다. 론노는 인간과의 만남 이야기를 들려주며 팰린에게 깊은 인상을 주려고 한다. 밤비가 그 이야기를 믿자, 론노는 밤비와 싸우려 하지만 어머니가 불러서 물러난다.
다른 동물들이 떠나자, 밤비는 아버지를 기다리다 잠이 들고 어머니와 재회하는 꿈을 꾼다. 어머니의 목소리처럼 들리는 소리에 깨어난 밤비는 초원으로 향하지만, 그것은 인간의 매복 공격으로 밝혀진다. 위대한 왕자가 밤비를 구하러 와서 제때 구해내지만, 밤비가 속임수에 넘어가 거의 죽을 뻔한 것에 격분한다. 며칠 후, 밤비는 덤퍼와 플라워에게 아버지를 감동시키고 싶다는 소망을 말한다. 그들은 밤비가 용감해지도록 돕기로 결정하지만, 그러던 중 포큐파인을 만나고, 포큐파인은 밤비의 뒷부분에 가시를 박는다. 소란을 들은 론노와 팰린이 조사하러 오고, 밤비는 론노가 팰린을 괴롭히는 것을 보고 그와 싸움에 휘말린다. 론노는 밤비와 덤퍼를 숲 속으로 쫓아가지만, 밤비는 큰 협곡을 뛰어넘어 안전하게 도망친다. 이 모든 것을 지켜본 위대한 왕자는 이 위업에 감탄한다. 어린 왕자에게 질투심을 느낀 론노는 자신도 협곡을 뛰어넘으려 하지만, 실패하고 떨어지고 만다.
다음 날, 덤퍼는 밤비에게 위대한 왕자에게 말을 걸라고 격려하고, 둘은 교감을 나눈다. 위대한 왕자는 밤비가 순찰에 함께 오도록 허락하고, 둘이 가까워지면서 친구 부엉이가 그들에게 다가와 밤비 어머니의 어릴 적 친구이자 친구 부엉이가 밤비의 새 어머니로 선택한 메나라는 암사슴을 소개한다. 밤비는 위대한 왕자가 자신을 떠나보낼 계획이었다는 것을 깨닫고 아버지에게 화를 내고, 위대한 왕자는 자신이 밤비를 키울 운명이 아니라고 결론짓는다. 밤비는 슬프게 변화를 받아들인다.
메나의 굴로 가는 길에 론노가 다시 나타나 밤비를 놀린다. 둘은 또 다른 싸움을 벌여 인간의 덫 중 하나를 작동시키고, 인간에게 경고한다. 밤비는 인간의 개들을 메나에게서 멀리 유인하여 메나를 구하고, 위대한 왕자가 도착한다. 개들이 밤비를 쫓고, 밤비의 친구들이 그들을 막는 것을 돕는다. 밤비는 개 한 마리를 제외하고 모두 피한다. 밤비는 나머지 개를 절벽 아래로 차버리지만 자신도 떨어진다. 모두가 밤비의 죽음을 슬퍼하지만, 밤비는 자신이 아직 살아있음을 드러내고, 그와 위대한 왕자는 화해한다.
얼마 후, 덤퍼는 친구들에게 추격전 이야기를 들려주고, 막 뿔이 자란 밤비는 팰린과 함께 그 과장된 이야기를 즐긴다. 론노가 나타나 밤비에게 복수를 맹세하지만, 거북이에게 코를 물리고 도망친다. 밤비는 위대한 왕자를 만나고, 위대한 왕자는 자신과 밤비의 어머니가 아기 사슴 시절 처음 만났던 들판을 밤비에게 보여준다.

## 출연

### 주연
- 패트릭 스튜어트
- 알렉산더 굴드

### 조연
- 브렌던 바에그
- 닉키 존스
- 안드레아 보웬
- 키스 퍼거슨
- 안소니 갠냄
- 크리스토퍼 리
- 엠마 로즈 리마
- 크리 섬머
- 아리엘 윈터
- 메이케나 코길
- 캐롤린 헤네시

## 기타
- 원작자: 펠릭스 잘텐
- 제작책임: 제프리 모즈넷
- 미술: 캐롤 키퍼 폴리스
- Ass-PD: 데이브 오키

## 음악
- "There is Life"
- "First Sign of Spring"
- "Though Your Eyes"
- "Healing of a Heart"